# Rock and Roll (Gary Glitter)
Rock and Roll è un singolo del cantante britannico Gary Glitter pubblicato il 3 marzo 1972. 
Negli Stati Uniti, è arrivata al settimo posto nella classifica Billboard Hot 100.